# 行政救済法
行政救済法（ぎょうせいきゅうさいほう）とは、行政法において、市民の権利が行政によって違法か適法かを問わず侵害された場合、その権利を救済する法律の総称。
内容は大別すると以下のとおり。
- 国家補償法
  - 損失補償（日本国憲法第29条第3項、適法な行為による損失補償）
    - 刑事補償（日本国憲法第40条）

  - 国家賠償法（日本国憲法第17条、違法な行為による損害賠償）
- 行政争訟法
  - 行政不服審査法（行政権に対する行政争訟）
  - 行政事件訴訟法（司法権に対する行政事件訴訟）

国家賠償法、行政不服審査法、行政事件訴訟法を合わせて「救済三法」と呼ぶ。